# 刘文湖
刘文湖（1930年3月—），男，祖籍福建永春，生于马来亚，中国光学家，曾任福建师范大学教授，致公党中央常委，致公党福建省委主委，第六、七届全国政协委员。